# Коллін Морікава
Коллін Морікава (англ. Collin Morikawa) — американський гольфіст, чемпіон PGA та Відкритого чемпіонату Британії.
Морікава дебютував у PGA турі в 2019 році й у перших 22 турнірах уникнув скорочення кількості гравців після двох днів змагань. Кращий результат був тільки в Тайгера Вудса - 25 турнірів.
9 серпня 2020 Морікава виграв чемпіонат PGA, свій перший мейджор. У свої 23 роки Морікава став четвертим гравцем, якому вдавалося виграти чемпіонат туру до 24 років: інші три Джек Ніклас, Тайгер Вудс та Рорі Макілрой.